# 10431 Поташ
10431 Поташ (10431 Pottasch) — астероїд головного поясу, відкритий 24 вересня 1960 року.
Тіссеранів параметр щодо Юпітера — 3,308.